# Liste der finnischen Botschafter in Thailand
Liste der finnischen Botschafter in Thailand.
| Ernennung Akkreditierung | Name                       | Bemerkungen                     | ernannt von           | akkreditiert während der Regierung von | Posten verlassen |
| ------------------------ | -------------------------- | ------------------------------- | --------------------- | -------------------------------------- | ---------------- |
| 9. Okt. 1919             | Gustaf John Ramstedt       | Geschäftsträger, Sitz Tokio     | Kaarlo Juho Ståhlberg | König Prajadhipok                      | 1929             |
| 21. Juni 1954            | Hugo Valvanne              | Sitz Neu-Delhi                  | Juho Kusti Paasikivi  | Feldmarschall Phibul Songkhram         | 1956             |
| 1958                     | Aaro Pakaslahti            | Sitz Neu-Delhi                  | Urho Kekkonen         | Feldmarschall Thanom Kittikachorn      | 1959             |
| 1959                     | Sigurd Valdemar von Numers | (* 1903; † 1983) Sitz Neu-Delhi | Urho Kekkonen         | Feldmarschall Sarit Dhanarajata        | 1961             |
| 1961                     | Veli Helenius              | ab 1964 Botschafter             | Urho Kekkonen         | Feldmarschall Sarit Dhanarajata        | 1964             |
| 1964                     | Asko Ivalo                 | Sitz Neu-Delhi                  | Urho Kekkonen         | Feldmarschall Thanom Kittikachorn      | 1968             |
| 1968                     | Fredrik Schreck            | Sitz Neu-Delhi                  | Urho Kekkonen         | Feldmarschall Thanom Kittikachorn      | 1974             |
| 1975                     | Matti Cawén                | Sitz Jakarta                    | Urho Kekkonen         | Seni Pramoj                            | 1977             |
| 1977                     | Tuure Mentula              | Sitz Jakarta                    | Urho Kekkonen         | General Kriangsak Chomanan             | 1982             |
| 1983                     | Klaus Snellman             | Sitz Manila                     | Mauno Koivisto        | General Prem Tinsulanonda              | 1984             |
| 1984                     | Pasi Rutanen               | Sitz Manila                     | Mauno Koivisto        | General Prem Tinsulanonda              | 1986             |
| 1986                     | Benjamin Bassin            | Sitz Bangkok                    | Mauno Koivisto        | General Prem Tinsulanonda              | 1990             |
| 1990                     | Eero Salovaara             |                                 | Mauno Koivisto        | General Chatichai Choonhavan           | 1995             |
| 1995                     | Tauno Kääriä               |                                 | Martti Ahtisaari      | Banharn Silpa-archa                    | 2000             |
| 2000                     | Heikki Tuunanen            |                                 | Tarja Halonen         | Chuan Leekpai                          | 2005             |
| 2005                     | Lars Backström             |                                 | Tarja Halonen         | Thaksin Shinawatra                     | 2009             |
| 2009                     | Sirpa Mäenpää              |                                 | Tarja Halonen         | Samak Sundaravej                       |                  |